# Resolutie 1148 Veiligheidsraad Verenigde Naties
Resolutie 1148 van de Veiligheidsraad van de Verenigde Naties werd unaniem door de VN-Veiligheidsraad aangenomen op 26 januari 1998.

## Achtergrond
Begin jaren 1970 ontstond er een conflict tussen Spanje, Marokko, Mauritanië en de Westelijke Sahara zelf over de Westelijke Sahara, een gebied dat tot dan toe  in Spaanse handen was geweest. Marokko legitimeerde zijn aanspraak op basis van historische banden met het gebied. Nadat Spanje het gebied opgaf bezette Marokko er twee derde van. Het land is nog steeds in conflict met Polisario dat met steun van Algerije de onafhankelijkheid blijft nastreven. Begin jaren 1990 kwam een plan op tafel om de bevolking van de Westelijke Sahara via een volksraadpleging zelf te laten beslissen over de toekomst van het land. Het was de taak van de VN-missie MINURSO om dat referendum op poten te zetten. Het plan strandde later echter door aanhoudende onenigheid tussen de beide partijen waardoor ook de missie nog steeds ter plaatse is.

## Inhoud

### Waarnemingen
Secretaris-generaal Kofi Annan had een rapport ingediend met de details van de versterking van MINURSO. Ook was de identificatie van stemgerechtigden voor de volksraadpleging hervat.

### Handelingen
De Veiligheidsraad keurde de inzet van een technische eenheid voor ontmijningsactiviteiten en bijkomend administratief personeel voor de inzet van militairen goed. Ook zouden nog bijkomende militairen worden ingezet van zodra deze nodig werden geacht. De twee partijen werden nu opgeroepen te blijven samenwerken aan de uitvoering van het VN-plan en het identificatieproces tijdig af te ronden.

## Verwante resoluties
- Resolutie 1131 Veiligheidsraad Verenigde Naties (1997)
- Resolutie 1133 Veiligheidsraad Verenigde Naties (1997)
- Resolutie 1163 Veiligheidsraad Verenigde Naties
- Resolutie 1185 Veiligheidsraad Verenigde Naties

Lijst ·  1147 ·  1148 ·  1149 ·  1150 ·  1151 ·  1152 ·  1153 ·  1154 ·  1155 ·  1156 ·  1157 ·  1158 ·  1159 ·  1160 ·  1161 ·  1162 ·  1163 ·  1164 ·  1165 ·  1166 ·  1167 ·  1168 ·  1169 ·  1170 ·  1171 ·  1172 ·  1173 ·  1174 ·  1175 ·  1176 ·  1177 ·  1178 ·  1179 ·  1180 ·  1181 ·  1182 ·  1183 ·  1184 ·  1185 ·  1186 ·  1187 ·  1188 ·  1189 ·  1190 ·  1191 ·  1192 ·  1193 ·  1194 ·  1195 ·  1196 ·  1197 ·  1198 ·  1199 ·  1200 ·  1201 ·  1202 ·  1203 ·  1204 ·  1205 ·  1206 ·  1207 ·  1208 ·  1209 ·  1210 ·  1211 ·  1212 ·  1213 ·  1214 ·  1215 ·  1216 ·  1217 ·  1218 ·  1219